# Кужба
 Кужба  — село в Усть-Куломском районе Республики Коми, административный центр сельского поселения Кужба. 

## География
Расположено на правом берегу Вычегды на расстоянии примерно 7 км по прямой от районного центра села Усть-Кулом на север.  

## История
Известно с 1646 года. В 1926 году начала строиться церковь. В советское время работали колхозы  «Гигант», «Ленин ног», «Уджалысь», «Урожай» и «Союз». В 1947 году начало строительства Кужбинской узкоколейной железной дороги. 8 1948 году введена в эксплуатацию Кужбинская ГЭС на реке Кужью.

## Население
Постоянное население  составляло 353 человека (коми 96%) в 2002 году, 277 в 2010 .